# Olympische Sommerspiele 1948/Teilnehmer (Türkei)
| Gelbes Symbol für Goldmedaillen mit stilisierten Olympischen Ringen | Graues Symbol für Silbermedaillen mit stilisierten Olympischen Ringen | Braundes Symbol für Bronzemedaillen mit stilisierten Olympischen Ringen |
| ------------------------------------------------------------------- | --------------------------------------------------------------------- | ----------------------------------------------------------------------- |
| 6                                                                   | 4                                                                     | 2                                                                       |

Die Türkei nahm an den Olympischen Sommerspielen 1948 in London mit einer Delegation von 58 Athleten (57 Männer und eine Frau) an 42 Wettkämpfen in sieben Sportarten teil.
Die türkischen Sportler gewannen sechs Gold-, vier Silber- und zwei Bronzemedaillen. Bis auf die Bronzemedaille im Dreisprung für Ruhi Sarıalp gelangen alle Medaillengewinne im Ringen. Im Medaillenspiegel der Spiele platzierte sich die Türkei damit auf dem siebten Platz. Olympiasieger wurden Mehmet Oktav (Federgewicht) und Ahmet Kireççi (Schwergewicht) im griechisch-römischen Stil sowie Nasuh Akar (Bantamgewicht), Gazanfer Bilge (Federgewicht), Celal Atik (Leichtgewicht) und Yaşar Doğu (Weltergewicht) im Freistil.

## Teilnehmer nach Sportarten

### Fechten
Männer
- Nejat Tolgar
Florett: in der 1. Runde ausgeschieden

- Nihat Balkan
Florett: in der 1. Runde ausgeschieden
Säbel Mannschaft: in der 1. Runde ausgeschieden

- Sabri Tezcan
Säbel: in der 1. Runde ausgeschieden
Säbel Mannschaft: in der 1. Runde ausgeschieden

- Merih Sezen
Säbel: in der 1. Runde ausgeschieden
Säbel Mannschaft: in der 1. Runde ausgeschieden

- Rıza Arseven
Säbel: in der 1. Runde ausgeschieden
Säbel Mannschaft: in der 1. Runde ausgeschieden

- Vural Balcan
Säbel Mannschaft: in der 1. Runde ausgeschieden

### Fußball
- im Viertelfinale ausgeschieden
Vedii Tosuncuk
Selahattin Torkal
Hüseyin Saygun
Naci Özkaya
Lefter Küçükandonyadis
Fikret Kırcan
Gündüz Kılıç
Erol Keskin
Şükrü Gülesin
Bülent Eken
Cihat Arman
Murat Alyüz

### Kunstwettbewerbe
- A. Taroak Egrilmez

### Leichtathletik
Männer
- Raşit Öztaş
100 m: im Vorlauf ausgeschieden
200 m: im Vorlauf ausgeschieden
4-mal-100-Meter-Staffel: im Vorlauf ausgeschieden

- Kemal Aksur
100 m: im Vorlauf ausgeschieden
200 m: im Vorlauf ausgeschieden
4-mal-100-Meter-Staffel: im Vorlauf ausgeschieden

- Kemal Horulu
400 m: im Vorlauf ausgeschieden
400 m Hürden: im Vorlauf ausgeschieden
4-mal-400-Meter-Staffel: im Vorlauf ausgeschieden

- Doğan Acarbay
400 m: im Vorlauf ausgeschieden
4-mal-400-Meter-Staffel: im Vorlauf ausgeschieden

- Rıza Maksut İşman
800 m: im Vorlauf ausgeschieden
1500 m: im Vorlauf ausgeschieden
4-mal-400-Meter-Staffel: im Vorlauf ausgeschieden

- Cahit Önel
800 m: im Vorlauf ausgeschieden
1500 m: im Vorlauf ausgeschieden
3000 m Hindernis: im Vorlauf ausgeschieden

- Seydi Dinçtürk
800 m: im Vorlauf ausgeschieden
4-mal-400-Meter-Staffel: im Vorlauf ausgeschieden

- Mustafa Özcan
5000 m: im Vorlauf ausgeschieden
3000 m Hindernis: im Vorlauf ausgeschieden

- Şevki Koru
Marathon: 20. Platz

- Erdal Barkay
110 m Hürden: im Vorlauf ausgeschieden
4-mal-100-Meter-Staffel: im Vorlauf ausgeschieden

- Ruhi Sarıalp
Dreisprung: Bronze 
4-mal-100-Meter-Staffel: im Vorlauf ausgeschieden

- Halil Zıraman
Speerwurf: 22. Platz

Frauen
- Üner Teoman
100 m: im Vorlauf ausgeschieden

### Radsport
- Talat Tunçalp
Straßenrennen Einzel: Rennen nicht beendet
Straßenrennen Mannschaftswertung: Rennen nicht beendet

- Orhan Suda
Straßenrennen Einzel: Rennen nicht beendet
Straßenrennen Mannschaftswertung: Rennen nicht beendet

- Mustafa Osmanlı
Straßenrennen Einzel: Rennen nicht beendet
Straßenrennen Mannschaftswertung: Rennen nicht beendet

- Ali Çetiner
Straßenrennen Einzel: Rennen nicht beendet
Straßenrennen Mannschaftswertung: Rennen nicht beendet

### Reiten
- Kudret Kasar
Springreiten: ausgeschieden
Springreiten Mannschaft: ausgeschieden

- Eyüp Öncü
Springreiten: ausgeschieden
Springreiten Mannschaft: ausgeschieden

- Selim Çakir
Springreiten: ausgeschieden
Springreiten Mannschaft: ausgeschieden

- Eyüp Yiğittürk
Vielseitigkeit: ausgeschieden
Vielseitigkeit Mannschaft: ausgeschieden

- Salih Koç
Vielseitigkeit: ausgeschieden
Vielseitigkeit Mannschaft: ausgeschieden

- Ziya Azak
Vielseitigkeit: ausgeschieden
Vielseitigkeit Mannschaft: ausgeschieden

### Ringen
- Kenan Olcay
Fliegengewicht, griechisch-römisch: Silber

- Halil Kaya
Bantamgewicht, griechisch-römisch: Bronze

- Mehmet Oktav
Federgewicht, griechisch-römisch: Gold

- Ahmet Şenol
Leichtgewicht, griechisch-römisch: 6. Platz

- Ali Özdemir
Weltergewicht, griechisch-römisch: in der 1. Runde ausgeschieden

- Muhlis Tayfur
Mittelgewicht, griechisch-römisch: Silber

- Mustafa Avcioğlu-Çakmak
Halbschwergewicht, griechisch-römisch: in der 3. Runde ausgeschieden

- Ahmet Kireççi
Schwergewicht, griechisch-römisch: Gold

- Halit Balamir
Fliegengewicht, Freistil: Silber

- Nasuh Akar
Bantamgewicht, Freistil: Gold

- Gazanfer Bilge
Federgewicht, Freistil: Gold

- Celal Atik
Leichtgewicht, Freistil: Gold

- Yaşar Doğu
Weltergewicht, Freistil: Gold

- Adil Candemir
Mittelgewicht, Freistil: Silber

- Muharrem Candaş
Halbschwergewicht, Freistil: 4. Platz

- Sadik Esen
Schwergewicht, Freistil: 4. Platz